# Alexander Gode
Alexander Gottfried Friedrich Gode-von-Aesch, conocido simplemente como Alexander Gode (Bremen, 30 de octubre de 1906 - Mount Kisco, Nueva York; 10 de agosto de 1970) fue un lingüista germano-estadounidense, traductor y la fuerza conductora tras la creación de la lengua auxiliar interlingua.

## Biografía
Hijo de un padre alemán y una madre suiza, Gode estudió en la Universidad de Viena y la Universidad de París antes de partir a los Estados Unidos y volverse ciudadano en 1927. Fue un instructor en la Universidad de Chicago y la Universidad de Columbia, donde recibió su título de Ph.D. en Estudios en Lenguas Germánicas en 1939.
Entre 1960 y 1963 presidió la American Translators Association.

## Interlingua
Gode estuvo involucrado en la International Auxiliary Language Association (Asociación de la Lengua Auxiliar Internacional) (IALA) desde 1933, al principio esporádicamente. En 1936 la IALA comenzó el desarrollo de una nueva lengua internacional auxiliar y en 1939 Gode fue contratado para asistir en esta labor.
Después que André Martinet fue puesto para liderar la investigación en 1946, las visiones de ambos entraron en conflicto pues Gode pensaba que Martinet estaba tratando de esquematizar demasiado la nueva lengua, mezclándola con Occidental. Gode no vio la necesidad de inventar una lengua, como producto de un diseño a priori. En cambio, él y el director de investigación anterior Ezra Clark Stillman querían registrar el vocabulario internacional que, desde su perspectiva, todavía existía. Esto fue realizado – antes de Martinet – extrayendo y modificando sistemáticamente palabras de las lenguas de control existentes de forma tal de ser vistas como dialectos de una lengua común, con sus propias peculiaridades. Cuando Martinet renunció en 1948 por una disputa de salario, Gode tomó el liderazgo y logró implementar su visión. El resultado fue interlingua, el diccionario y la gramática publicados en 1951.
En 1953, el rol de la IALA fue tomado por la División de Interlingua del Science Service, y Gode se convirtió en el director de la división. Continuó su compromiso con interlingua hasta su muerte traduciendo textos científicos y médicos a interlingua. Ganó premios por ello de la American Medical Writers Association (Asociación Americana de Escritores Médicos) y la International Federation of Translators (Federación Internacional de Traductores).

## Publicaciones seleccionadas

### Trabajos de investigación
Gode, Alexander (1941). Natural Science in German Romanticism. Columbia University Press.
Gode, Alexander (1943). Portuguese at Sight. Thomas Y. Crowell Co.
Gode, Alexander (1951). Interlingua English Dictionary. Storm Publishers.
Gode, Alexander (1951). A Brief Grammar of Interlingua for Readers. Storm Publishers.
Gode, Alexander (1954). Interlingua a Prima Vista. Storm Publishers.
Gode, Alexander; Blair (1955). Interlingua: A Grammar of the International Language. Storm Publishers.
Gode, Alexander (1962). French at Sight. Ungar Pub Co. ISBN 978-0804461818.
Gode, Alexander (1972). Anthology of German Poetry Through the 19th Century. Ungar Pub Co. ISBN 978-0804462419.
Gode, Alexander (1975). Un Dozena de Breve Contos. Beekbergen.
Gode, Alexander (1980). Discusiones de Interlingua. Beekbergen.
Gode, Alexander (1983). Dece Contos. Beekbergen.
Gode, Alexander; Kraus, Wright (2000). Last Days of Mankind. Ungar Pub. Co. ISBN 978-0804463669.

### Traducciones
Giedion-Welcker, Carola; Herder (1952). Paul Klee. Gode. Viking Press.
Szczesny, Gerhard (1969). The Case Against Bertold Brecht. Gode. Ungar Pub. Co. ISBN 0804428476.